# Ischyrodon
Ischyrodon là một chi rêu trong họ Fabroniaceae.